# Taigbé (district)
Ne doit pas être confondu avec Tagbé (district).

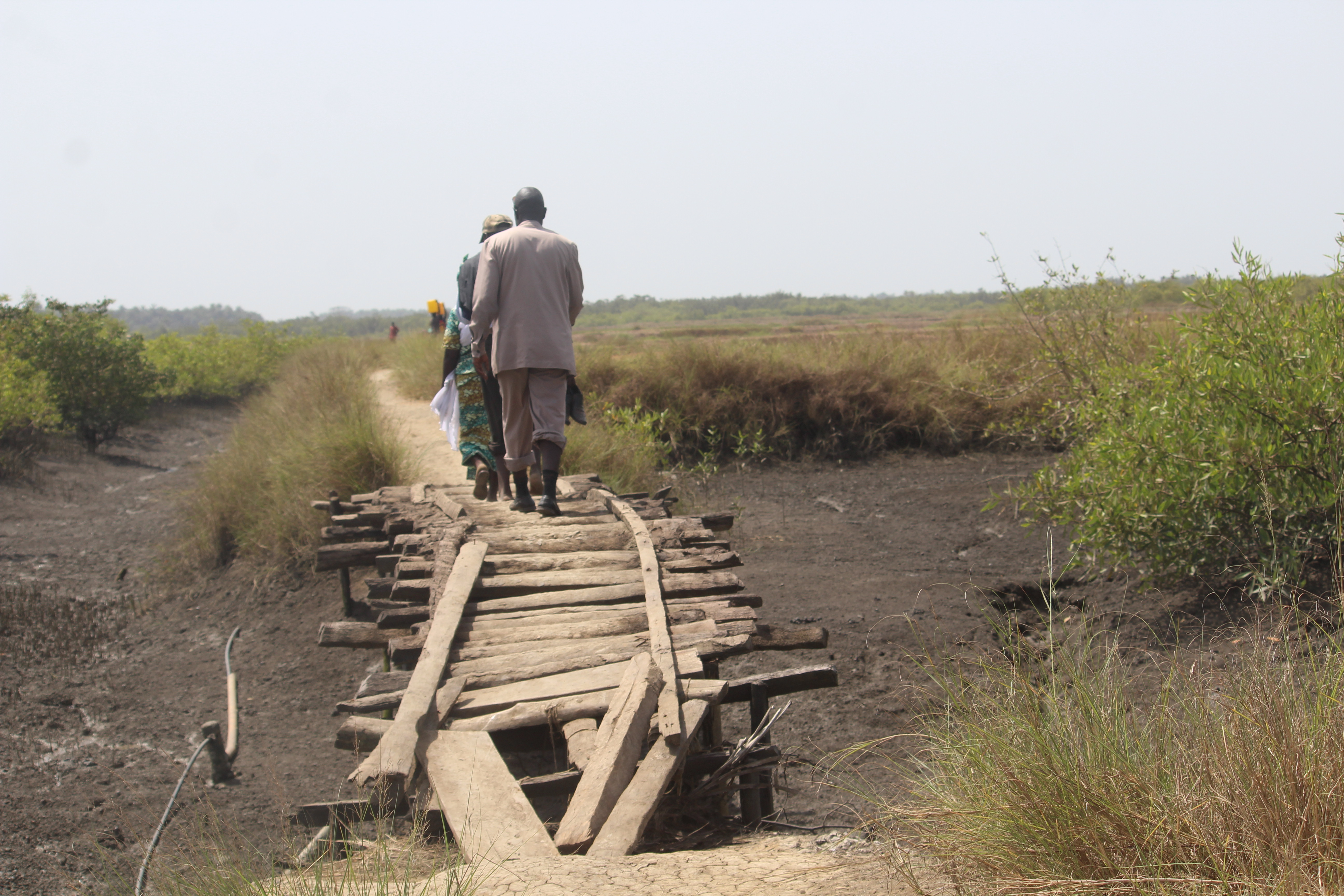

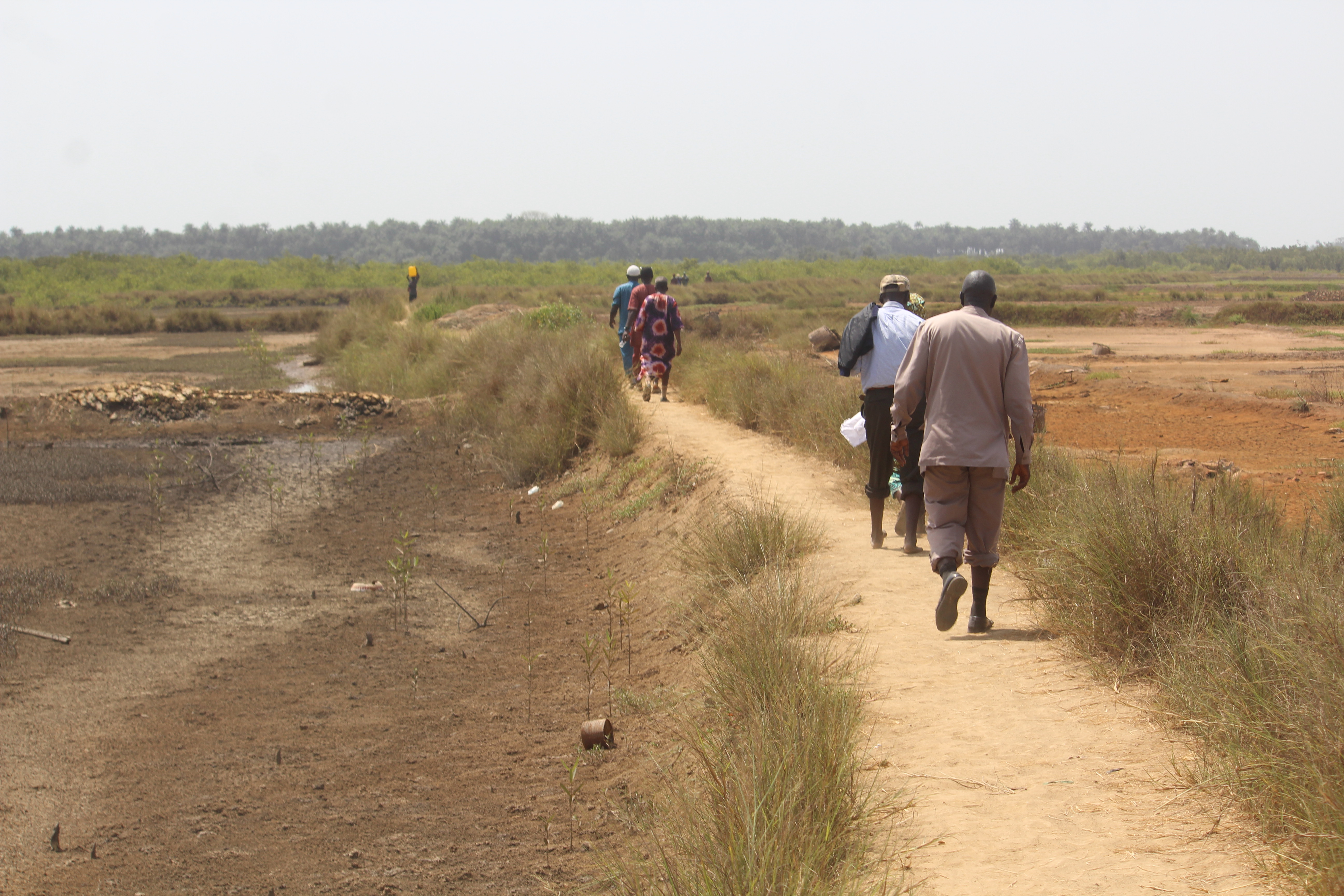

Taigbé est l'un des districts de la sous-préfecture de Kamsar, situé dans la préfecture de Boké en république de Guinée.

## Géographie

### Personnalité liée à la ville
. Joseph Bangoura

### Démographie
- En 2014, le district comptait 2 483 habitants selon les RGPH 2014[1].